# Одил Хамробеков
Оди́л Сохибджонович Хамробе́ков (на узбекски: Odil Soxibjonovich Hamrobekov, Odiljon Soxibjon o'g'li Xamrobekov, роден на 13 февруари 1996) е узбекски професионален футболист, полузащитник  и състезател на Узбекския национален отбор по футбол. Футболист на узбекския Пахтакор.
Участник в Купата на Азия 2023. Автор на изравнителния гол в 1/4 финала срещу Катар - 1:1 (2:3 - с дузпи).

## Успехи
Насаф (Карши)
- Първа лига на Узбекистан
  - Сребърен медалист (1): 2017
- Купа на Узбекистан
  - Носител (1): 2015
  - Финалист (2): 2013, 2016
- Суперкупа на Узбекистан
  - Носител (1): 2016

 Пахтакор (Ташкент)
- Първа лига на Узбекистан
  - Шампион (4): 2019, 2020, 2021, 2022

 Шабаб Ал-Ахли (Дубай)
- Купа на лигата на ОАЕ
  - Шампион (1): 2020/21
- Купа на президента
  - Носител (1): 2020/21[3]

 Узбекистан до 23 г.
- Купа на Азия до 23 г.
  - Шампион (1): 2018

 Узбекистан до 23 г.
- Купа на Азия до 23 г.
  - Най-ценен играч (1): 2018[4]